# Thomas Sopwith

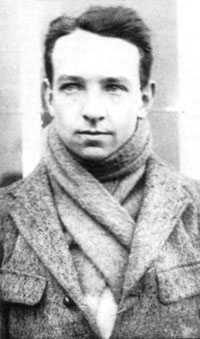
Thomas Sopwith, circa 1910.

Thomas Octave Murdoch Sopwith (18 de enero de 1888 - 27 de enero de 1989) fue un pionero de la aviación inglés y un notable piloto de veleros.

## Infancia
Thomas Octave Murdoch Sopwith nació en Kensington, Londres. Fue el octavo hijo, y el único varón, de Thomas Sopwith, un ingeniero civil. Fue educado en el Cottesmore School en Hove y en el Colegio de Ingeniería Seafield en Hill Head.
Cuando tenía 10 años, mientras la familia pasaba sus vacaciones en la isla de Lismore, cerca de Oban en Escocia, la escopeta del joven Thomas se disparó accidentalmente, causando la muerte de su padre. Este trágico hecho perseguiría a Thomas Sopwith por el resto de su vida.
En su juventud, fue un experto patinador sobre hielo y jugó como guardameta del Princes Ice Hockey Club, en el encuentro en 1908 con el C. P. P. Paris y durante las temporadas 1909 y 1910. También jugó en el equipo nacional británico de hockey sobre hielo con el que ganó la medalla de oro en el primer Campeonato Europeo de Hockey sobre Hielo en 1910.

## Carrera en la aviación
Sopwith se interesó en la aviación después de ver el vuelo de John Moisant, que cruzó el Canal por primera vez con un pasajero. Su primer vuelo fue con Gustave Blondeau en un Farman en Brooklands. Pronto aprendió a volar por su cuenta en un monoplano British Avis, realizando su primer vuelo el 22 de octubre de 1910. Desafortunadamente se estrelló después de recorrer unos 270 m. Pronto mejoró sus habilidades y el 22 de noviembre obtuvo el Certificado de Aviación Nº 31 del Royal Aero Club.
El 18 de diciembre de 1910, Sopwith ganó un premio de £4.000 por el vuelo más largo entre Inglaterra y el Continente, con un avión construido en Gran Bretaña. Thomas voló 272 km en 3 horas 40 minutos. Utilizó el premio para abrir la Escuela de Vuelo Sopwith en Brooklands.
En junio de 1912, Sopwith junto a Fred Sigrist y otros, fundaron la Sopwith Aviation Company. Uno de sus primeros aviones significativos fue el Sopwith Bat Boat de 1913, que presentaba casco de Consuta (construcción en contrachapado concebida por S. E. Saunders ). Fue el primer hidrocanoa construido en Gran Bretaña y sirvió con el RNAS a principios de la I Guerra Mundial. Otro de los primeros aviones Sopwith fue el biplano triplaza Sopwith Three-Seater, el biplaza Sopwith Sociable, el Sopwith Anzani Seaplane con motor Anzani; y el Sopwith Gun Bus. Más famoso fue el Sopwith Tabloid. La compañía produjo más de 18.000 aviones durante la Primera Guerra Mundial para las fuerzas aliadas, incluyendo 5.747 del famoso caza monoplaza Sopwith Camel. Sopwith fue premiado con la CBE en 1918.
La firma entró en bancarrota después de finalizar la guerra debido a los altos impuestos contra las ganancias excesivas, entrando nuevamente en el negocio de la aviación unos años más tarde con una nueva empresa que llevó el nombre de su ingeniero en jefe y piloto de pruebas: Harry Hawker. Sopwith fue el presidente de la nueva firma, Hawker Aircraft. Después de la nacionalización de la por entonces Hawker Siddeley, continuó trabajando como consultor hasta 1980.
Fue miembro del Air Squadron.

## Velerismo
Sopwith compitió en la Copa América con su velero clase J, el Endeavour, en 1934, y con el Endeavour II en 1937. Los dos yates fueron diseñados por Charles E. Nicholson. Sopwith financió, organizó y timoneó los veleros. No ganó la Copa, pero se convirtió en leyenda cuando estuvo cerca de hacerlo en 1934. Fue incluido en el Salón de la Fama de la Copa América en 1995.
En 1927 Sopwith encargó a los constructores de yates Camper y Nicholsons un yate de lujo a motor que él llamó Vita. Fue vendido en 1929  a Sir John Shelley-Rolls quien lo rebautizó Alastor. Durante la Segunda Guerra Mundial fue requisado por la Royal Navy para transportar suministros para los barcos amarrados en la entrada de Strangford Lough. En 1946 fue consumido por un incendio y se hundió en Ringhaddy Sound, al fondo de Strangford Lough.

## Sus últimos años
Fue nombrado Caballero en 1953.
En su 100º cumpleaños, una formación de aviones militares pasó sobre su casa. Murió en Hampshire el 27 de enero de 1989, a los 101 años. Su tumba y la de us esposa, Phyllis Brodie Sopwith, se encuentra en los terrenos de la Iglesia de Todos los Santos del siglo XI en Little Somborne, cerca de Winchester.
Su biografía autorizada es Pure Luck (Pura suerte) de Alan Bramson, con un prólogo del Príncipe de Gales (ISBN 1-85260-263-5).
Sir Thomas fue entrevistado el 8 de noviembre de 1978 por la historiadora de arte Anna Malinovska. La entrevista se publicó en Voices in Flight ("Voces en Vuelo", Pen & Sword Books, 2006).

### Fuente
- Esta obra contiene una traducción  derivada de «Thomas Sopwith» de Wikipedia en inglés, publicada por sus editores bajo la Licencia de documentación libre de GNU y la Licencia Creative Commons Atribución-CompartirIgual 4.0 Internacional.